# AFC Champions League 2008
L'AFC Champions League 2008 è stata la 27ª edizione della massima competizione calcistica per club dell'Asia. Il torneo è iniziato il 12 marzo 2008 e si è concluso il 12 novembre 2008, con la vittoria dei giapponesi del Gamba Osaka, al 1º titolo nella competizione.

## Regolamento
Fase a gironi
Si parte con 28 squadre divise in 7 gironi da quattro, in base alla regione di provenienza, ovvero i club dell'Asia orientale e del sud-est asiatico sono stati sorteggiati nei gruppi da E a G, mentre il resto è stato raggruppato nei gironi da A a D. Ogni club ha disputato un girone all'italiana con andata e ritorno contro altri tre membri del girone, per un totale di 6 partite ciascuno. I club hanno ricevuto 3 punti per una vittoria, 1 punto per un pareggio, 0 punti per una sconfitta. Le classifiche finali sono state stilate in base ai punti e , a parità di punti tra due o più squadre, si è tenuto conto in ordine dei seguenti criteri:
- Punti guadagnati negli scontri diretti;
- Differenza reti negli scontri diretti;
- Differenza reti all'interno del gruppo;
- Maggior numero di gol all'interno del gruppo.

Le sette vincitrici dei gironi insieme alla squadra campione in carica sono passate ai quarti di finale.
Fase ad eliminazione diretta
Le 8 squadre qualificate sono state sorteggiate casualmente; tuttavia, l'unica restrizione imposta è stata che i club dello stesso paese non potessero affrontarsi nei quarti di finale. Le partite si sono svolte in gare di andata e ritorno e il punteggio complessivo ha deciso il vincitore della partita. Se il punteggio complessivo non poteva produrre un vincitore, veniva utilizzata la "regola dei gol in trasferta". Se ancora in parità, i club hanno giocato i tempi supplementari, dove si è applicato ancora la "regola dei gol in trasferta". Se ancora in parità, la partita è andata ai rigori.

## Squadre qualificate
Le squadre ammesse alla competizione sono 29. Di queste, 28 accedono alla fase a gruppi. La squadra vincitrice della AFC Champions League 2007, l'Urawa Red Diamonds, è ammessa direttamente ai quarti di finale.
| Squadra                        | Fase del torneo  |
| ------------------------------ | ---------------- |
| Urawa Red Diamonds (detentore) | quarti di finale |
| Al Kuwait Kaifan               | fase a gruppi    |
| Al Qadisiya                    | fase a gruppi    |
| Al Karama                      | fase a gruppi    |
| Al-Ittihad Aleppo              | fase a gruppi    |
| Al Wasl FC                     | fase a gruppi    |
| Al-Wahda FC                    | fase a gruppi    |
| Al Ittihad                     | fase a gruppi    |
| Al Ahli Jeddah                 | fase a gruppi    |
| Arbil FC                       | fase a gruppi    |
| Al-Quwa Al-Jawiya              | fase a gruppi    |
| Al-Sadd SC                     | fase a gruppi    |
| Al-Gharrafa SC                 | fase a gruppi    |
| Pohang Steelers                | fase a gruppi    |
| Chunnam Dragons                | fase a gruppi    |
| Changchun Yatai                | fase a gruppi    |
| Beijing Guoan                  | fase a gruppi    |
| Gamba Osaka                    | fase a gruppi    |
| Kashima Antlers                | fase a gruppi    |
| Pakhtakor Taskent              | fase a gruppi    |
| Bunyodkor (ex PFC Kuruvchi)    | fase a gruppi    |
| Saipa FC                       | fase a gruppi    |
| Sepahan FC                     | fase a gruppi    |
| Bình Duong FC                  | fase a gruppi    |
| -                              | fase a gruppi    |
| -                              | fase a gruppi    |
| Chonburi FC                    | fase a gruppi    |
| Melbourne Victory              | fase a gruppi    |
| Adelaide United FC             | fase a gruppi    |
| Nam Dinh FC                    | fase a gruppi    |
| Krung Thai Bank FC             | fase a gruppi    |

L'Indonesia aveva diritto a iscrivere due società alla AFC Champions League 2008. Il 12 dicembre vi ha però rinunciato, in quanto i tornei (coppa e campionato) nazionali non sarebbero terminati prima del gennaio 2008. I due posti lasciati liberi dalla federazione indonesiana, sono stati assegnati a Vietnam e Thailandia. Questi due paesi potranno così iscrivere due club ciascuno, invece che uno, come previsto inizialmente.

## Fase a gruppi
La fase a gruppi, sette gironi da quattro squadre ciascuno, avrà inizio il 12 marzo 2008 e si concluderà il 21 maggio.

Accedono ai quarti di finale le vincitrici dei sette gironi più la squadra detentrice del trofeo, ovvero l'Urawa Red Diamonds.

### Gruppo A
| Squadra                     | G | V | N | P | RF | RS | DR | Pt |
| --------------------------- | - | - | - | - | -- | -- | -- | -- |
| Bunyodkor (ex PFC Kuruvchi) | 6 | 4 | 1 | 1 | 8  | 2  | 6  | 13 |
| Al-Ittihad Gedda            | 6 | 3 | 0 | 3 | 6  | 5  | 1  | 9  |
| Sepahan                     | 6 | 2 | 1 | 3 | 5  | 8  | -3 | 7  |
| Al-Ittihad Aleppo           | 6 | 2 | 0 | 4 | 4  | 8  | -4 | 6  |

| Arbitro: | Ben Williams |

|  |           |                                        |
|  | Marcatori | 21’ Jésus Gomez 87’ Abdul Fattah Alaga |

| Arbitro: | Yūichi Nishimura |

|                 |           |  |
| Magno Alves 80’ | Marcatori |  |

| Arbitro: | Abdullah Balideh |

|  |           |                 |
|  | Marcatori | 78’ Magno Alves |

| Arbitro: | Fareed Al Marzouqi |

|                                       |           |  |
| Ulugbek Bakayev 61’ Timur Kapadze 80’ | Marcatori |  |

| Arbitro: | Kim Dong Jin |

|  |           |                                     |
|  | Marcatori | 50’ Jasur Hasanov 65’ Timur Kapadze |

| Arbitro: | Sun Baojie |

|                                           |           |                     |
| Seyed Mohammad Salehi 59’ Hadi Aghily 71’ | Marcatori | 89’ Talal Al-Meshal |

| Arbitro: | Malik Abdul Bashir |

|                   |           |  |
| Timur Kapadze 29’ | Marcatori |  |

| Arbitro: | Saad Kameel Al Fadhli |

|  |           |                   |
|  | Marcatori | 70’ Emad Mohammed |

| Arbitro: | Naser Al Ghafary |

|                                      |           |                 |
| Jonathan Laurens 61’ Jésus Gomez 64’ | Marcatori | 48’ Hadi Aghily |

| Arbitro: | Subkhiddin Mohd Salleh |

|                                         |           |  |
| Anvarjon Soliev 10’ Server Djeparov 38’ | Marcatori |  |

| Arbitro: | Abdullah Mohamed Al Hilali |

|                            |           |                         |
| Jalaladin Ali Mohammadi 2’ | Marcatori | 72’ Gochguli Gochguliev |

| Arbitro: | Shamsuzzaman Tayeb Hasan |

|                                          |           |  |
| Sultan Alnumare 30’, 50’ Naif Hazazi 42’ | Marcatori |  |

### Gruppo B
| Squadra           | G | V | N | P | RF | RS | DR | Pt |
| ----------------- | - | - | - | - | -- | -- | -- | -- |
| Saipa F.C.        | 6 | 3 | 3 | 0 | 7  | 3  | 4  | 12 |
| Al-Quwa Al-Jawiya | 6 | 2 | 2 | 2 | 5  | 5  | 0  | 8  |
| Al Wasl FC        | 6 | 2 | 1 | 3 | 5  | 7  | -2 | 7  |
| Al Kuwait Kaifan  | 6 | 1 | 2 | 3 | 4  | 6  | -2 | 5  |

| Arbitro: | Khalil Ibrahim Al Ghamdi |

|  |           |               |
|  | Marcatori | 32’ Ali Alwan |

| Arbitro: | Abdulrahman Abdou |

|                 |           |                      |
| Khaled Ajab 44’ | Marcatori | 66’ Milad Zaynadpour |

| Kuwait City 19 marzo 2008 | Al-Quwa Al-Jawiya | 0 – 0 referto | Al Kuwait Kaifan | Al Kuwait Sports Club Stadium (4 000 spett.)\| Arbitro: \| Muhsen Basma \| |
| Arbitro:                  | Muhsen Basma      |               |                  |                                                                            |

| Arbitro: | Masaaki Iemoto |

|                                      |           |  |
| Issa Traore 45’ Karim Ansarifard 57’ | Marcatori |  |

| Arbitro: | Salem Mahmoud Mujghef |

|  |           |                   |
|  | Marcatori | 45+1’ Amir Vaziri |

| Arbitro: | Yūichi Nishimura |

|                  |           |  |
| Tariq Hassan 75’ | Marcatori |  |

| Arbitro: | Ravshan Irmatov |

|                            |           |                |
| Kianoush Rahmati 63’ (pen) | Marcatori | 71’ Ahmed Iyad |

| Arbitro: | Mahmood Al Ghatrifi |

|                                            |           |                |
| Khaled Ajab 10’ Abdul Rahman Al Awadhi 42’ | Marcatori | 4pen’ Essa Ali |

| Arbitro: | Hai Tan |

|                   |           |                                                    |
| Ibrahim Kamel 69’ | Marcatori | 49’ Mohammed Salem Al-Enazi 64’ Alexander Oliveira |

| Arbitro: | Sun Baojie |

|                      |           |  |
| Kianoush Rahmati 24’ | Marcatori |  |

| Arbitro: | Mark Shield |

|                  |           |                 |
| André Dias 90+2’ | Marcatori | 21’ Issa Traoré |

| Arbitro: | Masaaki Iemoto |

|                 |           |                                           |
| Khaled Ajab 22’ | Marcatori | 17’ Haitham Kadhim 48’ Yasir Abdul-Muhsen |

### Gruppo C
| Squadra        | G | V | N | P | RF | RS | DR | Pt |
| -------------- | - | - | - | - | -- | -- | -- | -- |
| Al-Karamah     | 6 | 3 | 2 | 1 | 8  | 3  | 5  | 11 |
| Al-Wahda       | 6 | 2 | 3 | 1 | 6  | 7  | -1 | 9  |
| Al-Sadd        | 6 | 1 | 3 | 2 | 6  | 8  | -2 | 6  |
| Al-Ahli Jeddah | 6 | 0 | 4 | 2 | 5  | 7  | -2 | 4  |

| Arbitro: | Ravshan Irmatov |

|                       |           |                |
| Emerson 6’ Felipe 26’ | Marcatori | 73’ Val Baiano |

| Arbitro: | Abdullah Mohamed Al Hilali |

|                                                             |           |                       |
| Feras Esmaeel 3’ Zyad Chaabo 27’, 48’ Mohammad Al Hamwi 80’ | Marcatori | 83’ Mohamed Al Shehhi |

| Arbitro: | Sun Baojie |

|                |           |                       |
| Al Thagafi 15’ | Marcatori | 44’ Mohammad Al Hamwi |

| Arbitro: | Ben Williams |

|                                  |           |                                |
| Pinga 17’ Mohamed Al Shehhi 85'’ | Marcatori | 44’ Carlos Tenorio 71’ Emerson |

| Jeddah 9 aprile 2008 | Al-Ahli Jeddah        | 0 – 0 referto | Al-Wahda | Prince Abdullah al-Faisal Stadium (8 000 spett.)\| Arbitro: \| Saad Kameel Al-Fadhli \| |
| Arbitro:             | Saad Kameel Al-Fadhli |               |          |                                                                                         |

| Arbitro: | Malik Abdul Bashir |

|  |           |                                       |
|  | Marcatori | 69’ Mohamad Al Hamwi 73’ Aatef Jenyat |

| Arbitro: | Mark Shield |

|                 |           |                      |
| Josiel 35’, 84’ | Marcatori | 81’ Waleed Al Gizani |

| Arbitro: | Matthew Breeze |

|                  |           |  |
| Aatef Jenyat 78’ | Marcatori |  |

| Arbitro: | Yūichi Nishimura |

|                           |           |                                           |
| Hussain Sulimani 28’, 42’ | Marcatori | 32’ (pen) Mohammed Gholam 50’ Yusef Ahmed |

| Arbitro: | Kazuhiko Matsumura |

|                       |           |  |
| Mohamed Al Shehhi 90’ | Marcatori |  |

| Doha 21 maggio 2008 | Al-Sadd      | 0 – 0 referto | Al-Wahda | Al Sadd Stadium (800 spett.)\| Arbitro: \| Lee Gi Young \| |
| Arbitro:            | Lee Gi Young |               |          |                                                            |

| Homs 21 maggio 2008 | Al-Karamah      | 0 – 0 referto | Al-Ahli Jeddah | Khaled bin Walid Stadium (15 000 spett.)\| Arbitro: \| Ravshan Irmatov \| |
| Arbitro:            | Ravshan Irmatov |               |                |                                                                           |

### Gruppo D
| Squadra            | G | V | N | P | RF | RS | DR | Pt |
| ------------------ | - | - | - | - | -- | -- | -- | -- |
| Al Qadisiya Kuwait | 6 | 3 | 2 | 1 | 8  | 7  | 1  | 11 |
| FC Pakhatakor      | 6 | 3 | 2 | 1 | 13 | 6  | 7  | 11 |
| Arbil FC           | 6 | 2 | 2 | 2 | 8  | 11 | -3 | 8  |
| Al-Gharafa         | 6 | 0 | 2 | 4 | 3  | 8  | -5 | 2  |

| Arbitro: | Subkhiddin Mohd Salleh |

|  |           |                  |
|  | Marcatori | 90+1’ Ahmad Ajab |

| Arbitro: | Talaat Najm |

|                    |           |            |
| Muslim Mubarak 61’ | Marcatori | 13’ Araújo |

| Arbitro: | Khalil Ibrahim Al Ghamdi |

|                      |           |                             |
| Khalaf Al Salama 81’ | Marcatori | 28’ (pen) Ahmad Salah Alwan |

| Arbitro: | Lee Gi Young |

|                               |           |                                           |
| Younis Mahmoud 57’ Araújo 65’ | Marcatori | 68’ Asror Aliqulov 85’ Zaynitdin Tadjiyev |

| Arbitro: | Mahmood Al Ghatrifi |

|                |           |  |
| Ahmad Ajab 62’ | Marcatori |  |

| Arbitro: | Masoud Moradi |

|                                                 |           |  |
| Akmal Holmatov 47’ Alexander Geynrikh 52’ (pen) | Marcatori |  |

| Arbitro: | Hiroyoshi Takayama |

|  |           |                    |
|  | Marcatori | 89’ Bader Al-Mutwa |

| Arbitro: | Mohamed Al Marzouqi |

|                  |           | |
| Haidar Sabah 19’ | Marcatori | 38’ (aut.) Salah Al-Deen Siamand 69’ Nodirbek Kuziboyev 73’ Darko Marković 81’ Alexander Geynrikh 90+3’ Akmal Holmatov |

| Arbitro: | Salem Mahmoud Mujghef |

|                                           |           |                                         |
| Ahmad Ajab 20’ Khalaf Al Salama 45’ (pen) | Marcatori | 36’ Odil Ahmedov 81’ Zaynitdin Tadjiyev |

| Arbitro: | Muhsen Basma |

|  |           |                       |
|  | Marcatori | 29’ Ahmad Salah Alwan |

| Arbitro: | Satop Tongkhan |

|                                               |           |  |
| Zaynitdin Tadjiyev 19’ Odil Ahmedov 88’ (pen) | Marcatori |  |

| Arbitro: | Hedayat Mombini |

|                                                |           |                                           |
| Luay Salah 52’, 70’, 79’ Ahmad Salah Alwan 89’ | Marcatori | 23’ Saadoun Al Shammari 34’ Ali Al-Kandri |

### Gruppo E
| Squadra         | G | V | N | P | RF | RS | DR  | Pt |
| --------------- | - | - | - | - | -- | -- | --- | -- |
| Adelaide United | 6 | 4 | 2 | 0 | 9  | 2  | 7   | 14 |
| Changchun Yatai | 6 | 3 | 3 | 0 | 10 | 3  | 7   | 12 |
| Pohang Steelers | 6 | 1 | 2 | 3 | 6  | 7  | -1  | 5  |
| Bình Dương      | 6 | 0 | 1 | 5 | 4  | 17 | -13 | 1  |

| Arbitro: | Ali Al Badwawi |

|                          |           |                    |
| Du Zhenyu 4’ Cui Wei 70’ | Marcatori | 53’ Nguyễn Anh Đức |

| Arbitro: | Mohsen Torky |

|  |           |                                       |
|  | Marcatori | 3’ Robert Cornthwaite 59’ Bruce Djite |

| Arbitro: | Salem Mahmoud Mujghef |

|                          |           |                                                                |
| Robson De Lima 11’ (pen) | Marcatori | 49’ (pen), 58’ (pen) Denilson 56’ Kim Jae-Sung 64’ Cho Hyo-Jin |

| Adelaide 19 marzo 2008 | Adelaide United FC | 0 – 0 referto | Changchun Yatai | Hindmarsh Stadium (10,510 spett.)\| Arbitro: \| Hiroyoshi Takayama \| |
| Arbitro:               | Hiroyoshi Takayama |               |                 |                                                                       |

| Arbitro: | Atallah Jatli Al Enezi |

|             |           |                                    |
| Philani 85’ | Marcatori | 10’ Diego Walsh 78’ Richie Alagich |

| Arbitro: | Abdulrahman Abdou |

|                        |           |  |
| Guillaume Dah Zadi 86’ | Marcatori |  |

| Arbitro: | Mohamed Al Hilali |

|                                                         |           |                   |
| Lucas Pantelis 56’ Travis Dodd 58’, 62’ Diego Walsh 77’ | Marcatori | 65’ Phạm Minh Đức |

| Arbitro: | Satop Tongkhan |

|                                      |           |                             |
| Hwang Jae-Won 64’ Hwang Jin-Sung 90’ | Marcatori | 35’ Wang Dong 70’ Du Zhenyu |

| Arbitro: | Khalil Ibrahim Al Ghamdi |

|  |           |                                                                                |
|  | Marcatori | 2’, 37’ Wang Bo 13’ Guillaume Dah Zadi 78’ Yan Feng 90’ (pen) Samuel Caballero |

| Arbitro: | Ravshan Irmatov |

|                 |           |  |
| Diego Walsh 63’ | Marcatori |  |

| Pohang 21 maggio 2008 | Pohang Steelers   | 0 – 0 referto | Binh Duong | Steelyard Stadium (4,571 spett.)\| Arbitro: \| Abdulrahman Recho \| |
| Arbitro:              | Abdulrahman Recho |               |            |                                                                     |

| 22 maggio 2008 | Changchun Yatai        | 0 – 0 referto | Adelaide United FC | Changchun City Stadium (20 000 spett.)\| Arbitro: \| Subkhiddin Mohd Salleh \| |
| Arbitro:       | Subkhiddin Mohd Salleh |               |                    |                                                                                |

### Gruppo F
| Squadra            | G | V | N | P | RF | RS | DR  | Pt |
| ------------------ | - | - | - | - | -- | -- | --- | -- |
| Kashima Antlers    | 6 | 5 | 0 | 1 | 28 | 3  | 25  | 15 |
| Beijing Guoan      | 6 | 4 | 0 | 2 | 14 | 9  | 5   | 12 |
| Krung Thai Bank FC | 6 | 2 | 1 | 3 | 20 | 27 | -7  | 7  |
| Nam Dinh F.C.      | 6 | 0 | 1 | 5 | 4  | 27 | -23 | 1  |

| Arbitro: | Muhsen Basma |

|                 |           | |
| Kassim Kone 64’ | Marcatori | 15’, 50’ Yūzō Tashiro 21’ Daiki Iwamasa 34’, 90+2’ Takuya Nozawa 47’, 69’, 71’ Marquinhos 73’ Ryūta Sasaki |

| Arbitro: | Kim Dong Jin |

|                  |           |                                                     |
| Lê Văn Duyệt 14’ | Marcatori | 57’ Yan Xiangchuang 60’ Du Wenhui 90+1’ Zhang Shuai |

| Arbitro: | Mohamad Mansour |

|                                                                             |           |  |
| Masashi Motoyama 25’, 48’ Marquinhos 58’, 67’ Yūzō Tashiro 73’ Danilo 90+2’ | Marcatori |  |

| Arbitro: | Atallah Jatli |

|                                             |           |                                                     |
| Du Wenhui 39’, 73’ Wálter Martínez 51’, 75’ | Marcatori | 58’ Nantawat Thaensopa 63’ Peerapong Pichitchotirat |

| Arbitro: | Mohsen Torky |

|            |           |  |
| Danilo 52’ | Marcatori |  |

| Arbitro: | Hedayat Mombeni |

| |           |                    |
| Kassim Kone 4’, 44’, 90+1’, 90+2’ Nantawat Thaensopa 8’, 46’, 59’ Phichitphong Choeichiu 64’ Tanat Wongsupphalak 70’ | Marcatori | 64’ Trần Đức Dương |

| Arbitro: | Subkhiddin Mohd Salleh |

|           |           |  |
| Tiago 41’ | Marcatori |  |

| Arbitro: | Mohammad Dharman |

|                         |           |                                                   |
| Hoàng Ngọc Linh 2’, 47’ | Marcatori | 21’ Nantawat Thaensopa 90’ Phichitphong Choeichiu |

| Arbitro: | Matthew Breeze |

| |           |                              |
| Daiki Iwamasa 19’ Shinzō Kōroki 21’ Yūzō Tashiro 45’ Takuya Nozawa 46’, 66’ Mitsuo Ogasawara 50’ Danilo 74’, 83’ | Marcatori | 90’ Peerapong Pichitchotirat |

| Arbitro: | Kadhum Auda |

|                                     |           |  |
| Guo Hui 14’ (pen) Yang Hao 32’, 78’ | Marcatori |  |

| Arbitro: | Fareed Ali Mohamed Al Marzouqi |

|                                                                          |           |                                |
| Nantawat Thaensopa 10’, 44’, 49’, 69’ (pen) Peerapong Pichitchotirat 27’ | Marcatori | 67’ (pen) 70’, 77’ (pen) Tiago |

| Arbitro: | Mohamed Omar Al Saeedi |

|  |           |                                                                    |
|  | Marcatori | 27’ Yūzō Tashiro 47’ Shinzō Kōroki 75’ Masashi Motoyama 87’ Danilo |

### Gruppo G
| Squadra           | G | V | N | P | RF | RS | DR | Pt |
| ----------------- | - | - | - | - | -- | -- | -- | -- |
| Gamba Osaka       | 6 | 4 | 2 | 0 | 14 | 8  | 6  | 14 |
| Melbourne Victory | 6 | 2 | 1 | 3 | 10 | 11 | -1 | 7  |
| Chunnam Dragons   | 6 | 1 | 3 | 2 | 8  | 10 | -2 | 6  |
| Chonburi FC       | 6 | 1 | 2 | 3 | 7  | 10 | -3 | 5  |

| Arbitro: | Malik Abdul Bashir |

|                                           |           |  |
| Kevin Muscat 28’ (pen) Rodrigo Vargas 66’ | Marcatori |  |

| Arbitro: | Hedayat Mombeni |

|             |           |                        |
| Lucas 90+4’ | Marcatori | 59’ Arthit Suntornphit |

| Arbitro: | Shamsuzzaman Tayeb Hasan |

|                                            |           |                                                                 |
| Victor Simões 4’ Kim Tae-Su 27’, 60’ (pen) | Marcatori | 30’ Takahiro Futagawa 53’, 75’ Ryūji Bando 58’ Michihiro Yasuda |

| Arbitro: | Kadhum Auda |

|                                          |           |                    |
| Ney Fabiano 45’ Stephane Baga 79’, 90+5’ | Marcatori | 57’ Daniel Allsopp |

| Arbitro: | Abdullah Mohamed Al Hilali |

|                   |           |  |
| Victor Simões 90’ | Marcatori |  |

| Arbitro: | Subkhiddin Mohd Salleh |

|                                           |           |                                                                |
| Daniel Allsopp 4’, 65’ Rodrigo Vargas 41’ | Marcatori | 31’ Takahiro Futagawa 38’ Baré 68’ Satoshi Yamaguchi 89’ Lucas |

| Arbitro: | Hai Tan |

|                                   |           |                                       |
| Pipob On-Mo 56’ Panuwat Jinta 88’ | Marcatori | 5’ Chung Joon-Yeon 48’ Kim Myung-Woon |

| Arbitro: | Ali Al Badwawi |

|                          |           |  |
| Masato Yamazaki 31’, 57’ | Marcatori |  |

| Arbitro: | Abdullah Balideh |

|              |           |                  |
| Ko Ki-Gu 37’ | Marcatori | 4’ Tom Pondeljak |

| Arbitro: | Abdulrahman Abdou |

|  |           |                               |
|  | Marcatori | 64’ Masato Yamazaki 76’ Lucas |

| Arbitro: | Salem Mahmoud Mujghef |

|                                                           |           |                 |
| Kevin Muscat 56’ Archie Thompson 65’ Carlos Hernández 77’ | Marcatori | 55’ Ney Fabiano |

| Arbitro: | Sun Baojie |

|                       |           |                         |
| Takahiro Futagawa 75’ | Marcatori | 86’ (pen) Yoo Hong-Youl |

## Quarti di finale
| Squadra 1          | Totale | Squadra 2          | Andata | Ritorno |
| ------------------ | ------ | ------------------ | ------ | ------- |
| Saipa FC           | 3–7    | Bunyodkor          | 2–2    | 1–5     |
| Kashima Antlers    | 1–2    | Adelaide United FC | 1–1    | 0–1     |
| Al Qadisiya Kuwait | 3–4    | Urawa Red Diamonds | 3–2    | 0–2     |
| Al-Karamah         | 1–4    | Gamba Osaka        | 1–2    | 0–2     |

## Semifinali
| Squadra 1       | Totale | Squadra 2          | Andata | Ritorno |
| --------------- | ------ | ------------------ | ------ | ------- |
| Gamba Osaka     | 4-2    | Urawa Red Diamonds | 1-1    | 3-1     |
| Adelaide United | 3-1    | Bunyodkor          | 3-0    | 0-1     |

## Finale
| Squadra 1   | Totale | Squadra 2          | Andata | Ritorno |
| ----------- | ------ | ------------------ | ------ | ------- |
| Gamba Osaka | 5-0    | Adelaide United FC | 3-0    | 2-0     |

## Campione
| Campione della AFC Champions League 2008 Gamba Osaka 1º titolo |